# De helaasheid der dingen (film)
De helaasheid der dingen (2009) is een Belgische film van regisseur Felix Van Groeningen, die ook meeschreef aan het scenario. Het is de verfilming van het meervoudig bekroonde boek De helaasheid der dingen (2006) van Dimitri Verhulst. De Franstalige titel is La Merditude des Choses, de Engelstalige titel The Misfortunates en de Duitstalige titel Die Beschissenheit der Dinge.

## Verhaal
De inmiddels volwassen geworden schrijver Gunther Strobbe heeft een vriendin bezwangerd en kijkt terug op zijn jeugd. Hij woonde met zijn vader, bomma en nonkels in een huis in het fictieve plaatsje Reetveerdegem. In zijn jeugd draaide het vooral om drank, sigaretten, vrouwen en spijbelen. Ook zwaardere thema's als verslaving, criminaliteit en de dood komen aan bod.

## Productiegeschiedenis
In januari 2008 begonnen de filmopnames. Op het Filmfestival van Cannes 2009 werd De helaasheid der dingen geselecteerd voor de Quinzaine des Réalisateurs. De film kreeg in Cannes de Prix Art et Essai.
Op vrijdag 18 september 2009 maakte het Vlaams Audiovisueel Fonds bekend dat de film geselecteerd was als Belgische inzending voor de Academy Award voor beste niet-Engelstalige film.
De Belgische en Nederlandse première vonden plaats op 7 oktober 2009. De Franse première volgde op 23 december 2009.

## Prijzen en accolades
Op 12 oktober 2009 werd bekendgemaakt dat de film op het Hamptons International Film Festival in New York drie prijzen had gewonnen. De film won prijzen voor beste film (Golden Starfish Award), beste fotografie en het beste scenario. Het Hamptons International Film Festival focust op onafhankelijke films. Op het Festival du Film Grolandais werd l'Amphore d'Or gehaald (beste film). Ook op het Europees Filmfestival van Cinésonne in Parijs won de film in oktober 2009 drie prijzen: beste film, beste mannelijke acteur (gedeeld door Koen De Graeve en Kenneth Vanbaeden) en de publieksprijs. Op de Vlaamse Filmprijzen uitgereikt tijdens FFO 10 won de film als beste film en de scenarioschrijvers wonnen voor het beste scenario. Koen De Graeve won als beste acteur, Wouter Hendrickx als beste acteur in een bijrol en Kenneth Vanbaeden als beste debuut. Tot slot kreeg de film ook de publieksprijs van de bezoekers van het Filmfestival Oostende.

## Rolverdeling
| Acteur             | Personage                  |
| ------------------ | -------------------------- |
| Kenneth Vanbaeden  | Gunther Strobbe (als kind) |
| Valentijn Dhaenens | Gunther Strobbe            |
| Koen De Graeve     | Marcel "Celle" Strobbe     |
| Pauline Grossen    | Sylvie Strobbe             |
| Johan Heldenbergh  | Breejen Strobbe            |
| Bert Haelvoet      | Koen Strobbe               |
| Wouter Hendrickx   | Petrol Strobbe             |
| Jos Geens          | André                      |
| Natali Broods      | Tante Rosie                |
| Gilda De Bal       | Meetje                     |
| Sara De Bosschere  | Nele Fockedey              |

## Trailer
De in de bioscopen vertoonde teaser bestaat geheel uit de eindsprint van een naaktfietswedstrijd die door de jonge Gunther wordt gewonnen, maar deze scène komt niet in de film voor. De trailer staat op de officiële website van de film.